# 古川利明
古川 利明（ふるかわ としあき、1965年 - ）は、日本のジャーナリスト。

## 人物
新潟県出身。新潟県立長岡高等学校を経て1988年3月慶應義塾大学文学部仏文科卒業。
1988年4月、毎日新聞社に入社。大阪本社社会部などに勤務。1991年、情緒障害児更生施設で起きた監禁致死事件の『風の子学園事件』を取材し、『追いつめられた子どもたち−検証・風の子学園事件』を、「毎日新聞姫路支局」より出版。
1994年、細川護煕の総理番記者となる。同年8月、毎日新聞社を退社。1996年1月、東京新聞（中日新聞東京本社）に入社。
1997年7月、東京新聞退社。以降、フリージャーナリストとして、創価学会の問題や、首相官邸や外務省などの政府機関の「裏金」の問題について、著作を出版している。

## 著書
- 「新聞記者」卒業 -オレがブンヤを二度辞めたワケ-　第三書館　1999年6月　ISBN 978-4807499069
- システムとしての創価学会=公明党　第三書館　1999年10月 ISBN 978-4807499229
- シンジケートとしての創価学会=公明党　第三書館　1999年11月　ISBN 978-4807499243
- カルトとしての創価学会=池田大作　第三書館　2000年11月 ISBN 978-4807400171
- あなたが病院で「殺される」しくみ - システムとしての医療過誤　第三書館　2002年1月　ISBN 978-4807402014
- デジタル・ヘル―サイバー化「監視社会」の闇　第三書館　2004年3月　ISBN 978-4807404001
- 日本の裏金（上） - 首相官邸・外務省編　第三書館　2007年2月　ISBN 978-4807407002
- 日本の裏金（下） - 検察・警察編　第三書館　2007年2月　ISBN 978-4807407019
- 「自民党‘公明派’」10年の功罪　第三書館　2008年10月　ISBN 978-4807408337
- ウラ金　 - 権力の味　第三書館　2007年2月　ISBN 978-4807407026
- ＜さるぐつわ＞の祖国　北朝鮮拉致被害者たちはなぜ日本で「何もしゃべれない」のか？　第三書館　2011年10月　ISBN 978-4807411443
- 「自民党“公明派”」15年目の大罪－集団的自衛権行使への「抵抗勢力サギ」　第三書館　2014年8月　ISBN 978-4807414505
- 「自民党“公明派”」２０年目の大失敗　選挙のたびに激減する公明党票　第三書館　２０２０年７月　ＩＳＢＮ９７８－４－８０７４－２０００－１

1. 1 2 3 4 5 6  古川利明. デジタル・ヘル サイバー化「監視社会」の闇. ISBN 978-4-8074-0400-1
2. ↑  日本の裏金 (上)首相官邸・外務省編 商品の説明 著者略歴 - Amazon.co.jp